# Pavel Jakovlev
Pavel Vladimirovitsj Jakovlev (Russisch: Павел Владимирович Яковлев) (Ljoebertsy, 7 april 1991) is een Russisch voetballer die bij voorkeur als vleugelspeler speelt. Hij stroomde in 2009 door vanuit de jeugd van Spartak Moskou.

## Clubcarrière
Jakovlev doorliep de jeugdacademie van Spartak Moskou. Hij debuteerde op 13 juni 2009 in de Premjer-Liga tegen FK Chimki. In augustus 2010 werd hij voor vier maanden uitgeleend aan Krylja Sovetov Samara. In die periode maakte hij vier doelpunten in twaalf competitieduels. In augustus 2011 werd hij opnieuw uitgeleend aan Krylja Sovetov Samara. Ditmaal was hij vijfmaal trefzeker voor de club uit Samara. Bij Spartak Moskou speelt hij zelden de volledige wedstrijd uit. Spartak Moskou liet Jakovlev in februari 2015 voor de rest van het seizoen 2014/15 op huurbasis vertrekken naar Mordovia Saransk, waar hij op 9 maart zijn debuut maakte tegen Koeban Krasnodar.

## Interlandcarrière
Jakovlev kwam reeds uit voor diverse Russische nationale jeugdelftallen. Hij maakte in totaal vier doelpunten in 23 wedstrijden voor Rusland –21.